# Autoritat de Turisme de Qatar
L'autoritat de Turisme de Qatar (QTA), una divisió dins del govern de Qatar, és l'òrgan superior responsable de l'elaboració i administració de les regles i lleis relacionades amb el desenvolupament i promoció del turisme a Qatar. El ministeri és responsable de les atraccions turístiques i de l'allotjament per als viatgers, d'expandir i diversificar la indústria del turisme a Qatar, a més d'enfortir el paper del turisme al PIB del país, el seu futur creixement i el seu desenvolupament social.
El treball de la QTA depèn de l'Estratègia Nacional per al Sector Turístic de Qatar 2030 (National Tourism Sector Strategy 2030, QNTSS), publicat el mes de febrer de l'any 2014, per establir un pla per al futur desenvolupament del sector.

## Exempció de visat
Els ciutadans del Consell de Cooperació dels Estats Àrabs del Golf (Bahrain, Kuwait, Oman, Aràbia Saudita i Emirats Àrabs Units) no necessiten visat per entrar a Qatar.

## Visats per a visitants
Els ciutadans dels 34 països següents no necessiten demanar el visat amb antelació i poden obtenir una exempció de visat quan arribin a Qatar. L'exempció té una validesa de 180 dies des de la data d'emissió i dona dret al titular a romandre fins a 90 dies a Qatar, ja sigui durant un sol viatge o diferents viatges.
| 1. Àustria 2. Bahames 3. Bèlgica 4. Bulgària 5. Croàcia 6. Xipre 7. República Txeca 8. Dinamarca 9. Estònia 10. Finlàndia 11. França 12. Alemanya | 13. Grècia 14. Hongria 15. Islàndia 16. Itàlia 17. Letònia 18. Liechtenstein 19. Lituània 20. Luxemburg 21. Malàisia 22. Malta 23. Països Baixos | 24. Noruega 25. Polònia 26. Portugal 27. Romania 28. República de les Seychelles 29. Eslovàquia 30. Eslovènia 31. Espanya 32. Suècia 33. Suïssa 34. Turquia |

Els ciutadans dels 46 països següents no necessiten demanar el visat amb antelació i poden obtenir una exempció de visat quan arribin a Qatar. L'exempció té una validesa de 30 dies des de la data d'emissió i dona dret al titular a romandre fins a 30 dies a Qatar, ja sigui durant un sol viatge o diferents viatges. L'exempció es pot prolongar 30 dies més.
| 1. Andorra 2. Argentina 3. Austràlia 4. Azerbaidjan 5. Belarús 6. Bolívia 7. Brasil 8. Brunei 9. Canadà 10. Xile 11. Xina 12. Colòmbia 13. Costa Rica 14. Cuba 15. Equador 16. Geòrgia | 17. Guyana 18. Hong Kong 19. Índia 20. Indonèsia 21. Irlanda 22. Japó 23. Kazakhstan 24. Líban 25. Macedònia del Nord 26. Maldives 27. Mèxic 28. Moldàvia 29. Mònaco 30. Nova Zelanda 31. Panamà 32. Paraguai | 33. Perú 34. Rússia 35. San Marino 36. Singapur 37. Sud-àfrica 38. Corea del Sud 39. Surinam 40. Tailàndia 41. Ucraïna 42. Regne Unit 43. Estats Units 44. Uruguai 45. Ciutat del Vaticà 46. Venezuela |

## Visat de turista per Qatar
Els visitants a Qatar que viatgin amb qualsevol aerolínia poden demanar en línia el visat de turista. Per enviar una petició, els visitants han de completar els passos següents:
- Completar un formulari en línia
- Pujar la documentació necessària (com ara escanejos de passaport i fotografies personals)
- Proporcionar informació de la reserva de l'aerolínia
- Fer un pagament en línia utilitzant una targeta de crèdit vàlida

Els visitants que viatgin a Qatar amb Qatar Airways poden enviar una petició per al visat de turista tant per al visitant com per a qualsevol acompanyant que viatgi amb la mateixa reserva.

## Visat de Trànsit per Qatar
Els passatgers de qualsevol nacionalitat que facin trànsit a Qatar i que volin amb Qatar Airways poden demanar un visat de trànsit gratuït per a 96 hores. No obstant això, hi ha alguns termes i condicions que cal seguir, ja que els visats s'expedeixen a discreció del Ministeri de l'Interior de Qatar.

## Visat de visita per a residents del Consell de Cooperació dels Estats Àrabs del Golf
Tant els residents dels països del Consell de Cooperació dels Estats Àrabs del Golf (CCEAG) que tenen un lloc de feina a les professions acceptades i tots els que els acompanyin poden obtenir un visat de visita per a residents del CCEAG. Es pot aconseguir una visa d'una sola entrada pagant 100 QAR amb targeta de crèdit. Té una validesa de 30 dies i es pot renovar per 3 mesos més. Als visitants que necessitin aquest sistema de visats se’ls podrà demanar que presentin algun tipus de documentació oficial a l'entrada a Qatar que especifiqui la seva professió.